# Fujaco

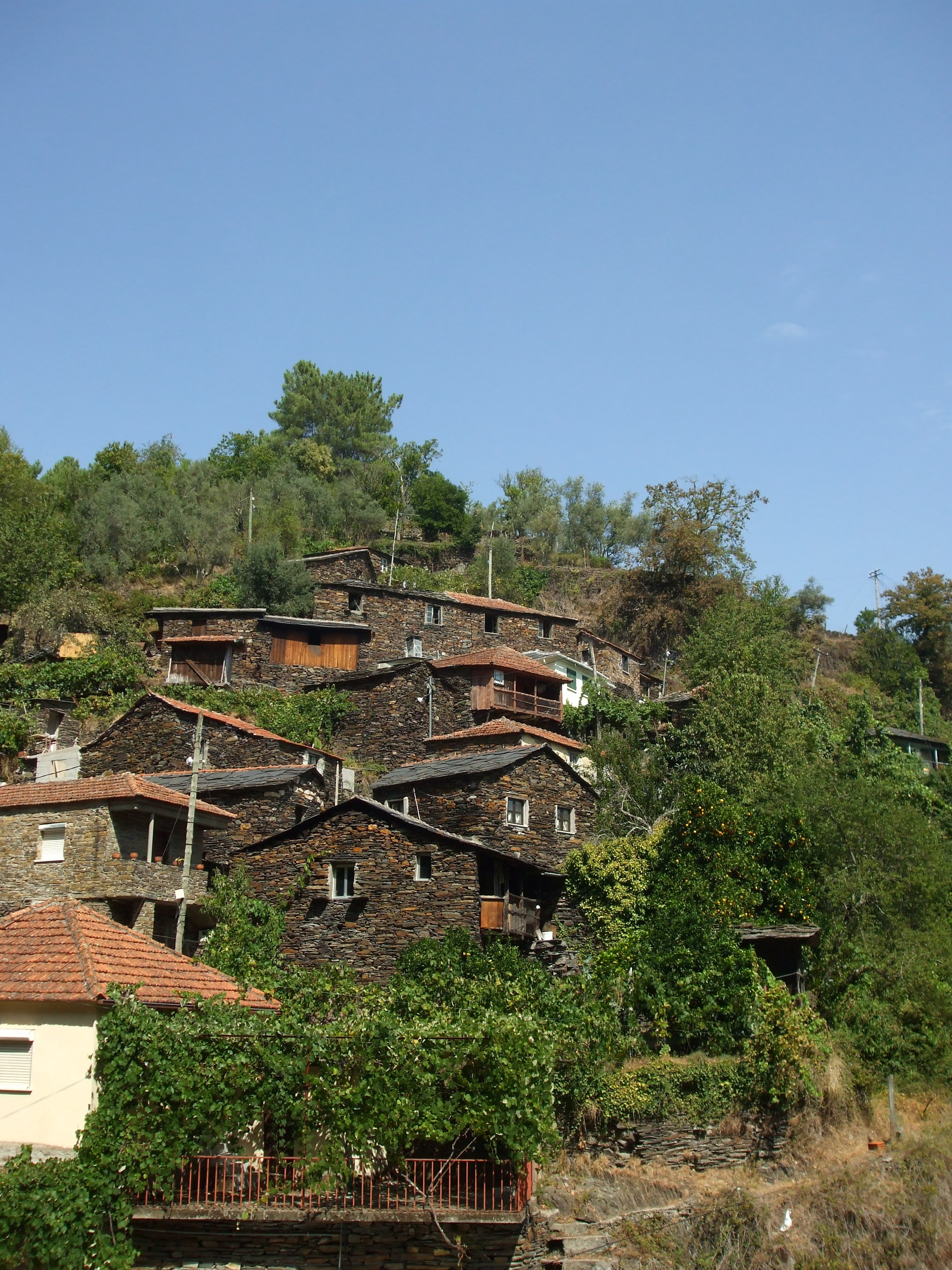

Fujaco é uma localidade portuguesa que faz parte da freguesia de Sul (São Pedro do Sul), distrito de Viseu. Tem cerca de 30 a 50 habitantes, cujas idades se situam, em média, acima dos 40 anos.
A aldeia situa-se numa encosta da Serra da Arada, serra esta onde também se situa o Monte de São Macário com 1052 metros de Altitude. As habitações possuem as tradicionais paredes de xisto e teto coberto com lousa. Os habitantes dedicam-se, sobretudo, à agricultura (milho, batata, feijão, vinha), à criação de gado (ovelhas e cabras) e também à apicultura.
A flora é constituída por castanheiros, oliveiras, pinheiros, sobreiros, urzes e giestas. A fauna compõe-se, sobretudo, por javalis, raposas, doninhas, fuinhas, águias e pequenos roedores.
A população desta aldeia típica tem vindo a diminuir ao longo dos últimos anos, pois os mais jovens emigraram para o estrangeiro ou para as zonas litorais à procura de melhores condições de vida, regressando à sua terra, sobretudo, durante as épocas festivas para reviver o passado e se reencontrarem com os seus conterrâneos.
As festas do Fujaco, em honra da Nossa Senhora dos Remédios, realizam-se a 8 de Setembro.